# Nikolčice
Nikolčice település Csehországban, Břeclavi járásban. Nikolčice Hustopeče, Křepice, Diváky, Kurdějov, Nosislav, Měnín, Moutnice, Velké Němčice és Šitbořice településekkel határos. Lakosainak száma 806 fő (2024. január 1.).

## Népesség
A település lakosságának változását az alábbi diagram mutatja:
| Lakosok száma | 896  | 1007 | 1117 | 882  | 790  | 784  | 762  | 770  | 760  | 806  |
|               | 1869 | 1900 | 1921 | 1961 | 1980 | 2011 | 2016 | 2019 | 2021 | 2024 |